# Guérin de Rougé
Membre de la Maison de Rougé, issue des rois de Bretagne, Guérin de Rougé aurait participé à la première croisade en 1096, accompagnant le duc de Bretagne Alain Fergent.